# گذرنامه سودانی

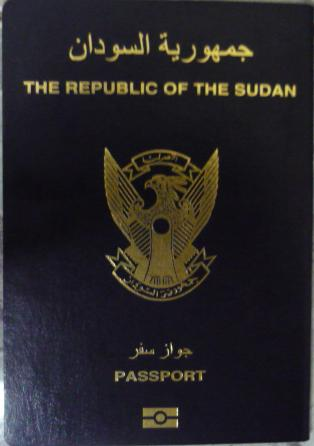
نمایی از یک‌نسخه گذرنامهٔ سودانی در سال ۲۰۰۹

گذرنامهٔ سودانی یک مدرک سفر بین‌المللی است که توسط کشور سودان صادر می‌شود و بنا بر داده‌های سال ۲۰۲۳، دارندگان آن می‌توانستند به ۴۲ کشور دیگر بدون دریافت ویزا سفر کنند یا ویزا را در بدو ورود دریافت نمایند. این گذرنامه بر اساس رتبه‌بندی شاخص گذرنامهٔ هنلی در سال ۲۰۲۳ در رتبهٔ ۱۰۰ قرار داشت.